# 2891 McGetchin
2891 McGetchin è un asteroide della fascia principale. Scoperto nel 1980, presenta un'orbita caratterizzata da un semiasse maggiore pari a 3,3599643 UA e da un'eccentricità di 0,1282876, inclinata di 9,33171° rispetto all'eclittica.